# Carlisle United Football Club 1974-1975
Questa voce raccoglie le informazioni riguardanti il Carlisle United Football Club nelle competizioni ufficiali della stagione 1974-1975.

## Stagione
Nella stagione 1974-1975 il Carlisle United fu autore di un ottimo esordio di categoria, vincendo le prime tre gare della First Division; nel prosieguo del campionato la squadra, nonostante alcune vittorie di rilievo contro squadre coinvolte nella lotta al vertice (fra cui il 3-0 ottenuto al Goodison Park contro un Everton lanciato verso il titolo), scese gradualmente in classifica occupando stabilmente le ultime posizioni della graduatoria e concludendo all'ultimo posto.
Eliminati nelle fasi iniziali della Coppa di Lega, in FA Cup i Cumbrians giunsero fino ai quarti di finale, incontrando prevalentemente squadre provenienti dalle categorie inferiori fra cui i futuri finalisti del Fulham, che poterono proseguire nella competizione grazie a una vittoria di misura.

## Maglie e sponsor
Lo sponsor tecnico per la stagione 1974-1975 è Umbro.
| Manica sinistra · Maglietta · Maglietta · Manica destra · Pantaloncini · Calzettoni |

## Rosa
| N. |                        | Ruolo | Calciatore              |
| -- | ---------------------- | ----- | ----------------------- |
|    | Scozia (bandiera)      | P     | Thomas Clarke           |
|    | Scozia (bandiera)      | P     | Alan Ross               |
|    | Inghilterra (bandiera) | D     | Peter Carr              |
|    | Inghilterra (bandiera) | D     | John Gorman             |
|    | Inghilterra (bandiera) | D     | William Green           |
|    | Scozia (bandiera)      | D     | Michael McCartney       |
|    | Inghilterra (bandiera) | D     | Robert Parker           |
|    | Inghilterra (bandiera) | D     | Edward Spearritt        |
|    | Inghilterra (bandiera) | C     | Christopher Balderstone |

| N. |                        | Ruolo | Calciatore       |
| -- | ---------------------- | ----- | ---------------- |
|    | Inghilterra (bandiera) | C     | Joseph Laidlaw   |
|    | Inghilterra (bandiera) | C     | Les O'Neill      |
|    | Inghilterra (bandiera) | C     | Raymond Train    |
|    | Inghilterra (bandiera) | A     | Frank Clarke     |
|    | Scozia (bandiera)      | A     | Dennis Martin    |
|    | Scozia (bandiera)      | A     | Hughie McIlmoyle |
|    | Inghilterra (bandiera) | A     | Bobby Owen       |
|    | Inghilterra (bandiera) | A     | Edward Prudham   |

## Statistiche

### Andamento in campionato
Luogo, risultato e posizione seguono l'ordine ufficiale delle giornate. 
| Giornata  | 1 | 2 | 3 | 4 | 5 | 6 | 7  | 8 | 9  | 10 | 11 | 12 | 13 | 14 | 15 | 16 | 17 | 18 | 19 | 20 | 21 | 22 | 23 | 24 | 25 | 26 | 27 | 28 | 29 | 30 | 31 | 32 | 33 | 34 | 35 | 36 | 37 | 38 | 39 | 40 | 41 | 42 |
| --------- | - | - | - | - | - | - | -- | - | -- | -- | -- | -- | -- | -- | -- | -- | -- | -- | -- | -- | -- | -- | -- | -- | -- | -- | -- | -- | -- | -- | -- | -- | -- | -- | -- | -- | -- | -- | -- | -- | -- | -- |
| Luogo     | T | T | C | C | T | C | T  | C | C  | T  | C  | T  | T  | C  | T  | T  | C  | T  | C  | T  | C  | C  | T  | C  | T  | T  | C  | T  | C  | C  | T  | C  | C  | T  | T  | T  | C  | C  | C  | T  | C  | T  |
| Risultato | V | V | V | P | N | P | P  | V | N  | P  | P  | P  | N  | V  | P  | P  | P  | P  | P  | P  | V  | P  | V  | P  | P  | P  | V  | P  | P  | P  | P  | P  | P  | V  | P  | P  | V  | V  | N  | P  | V  | N  |
| Posizione | 4 | 2 | 1 | 3 | 5 | 8 | 12 | 9 | 10 | 11 | 14 | 15 | 16 | 15 | 16 | 17 | 18 | 21 | 21 | 21 | 21 | 21 | 20 | 20 | 20 | 21 | 20 | 20 | 21 | 22 | 22 | 22 | 22 | 22 | 22 | 22 | 22 | 22 | 22 | 22 | 22 | 22 |

Fonte:  Premier League 1974/1975 » Schedule, su worldfootball.net.
Legenda:

Luogo: C = Casa; T = Trasferta. Risultato: V = Vittoria; N = Pareggio; P = Sconfitta.